# 方格北
方格北（Grid North），也叫格网北、图网北、坐标北或网格北，是指地图投影上坐标纵轴（Y轴）正向所指示的方向。与真北和磁北所指示的方向都不重合。